# Jack Huston
Jack Alexander Huston (Londres, 7 de diciembre de 1982) es un actor británico. Huston tuvo un papel estelar en Neighborhood Watch y Outlander con James Caviezel y Sophia Myles. Apareció en la tercera película de la serie Twilight, Eclipse, donde interpreta a Royce King II. Es nieto del director John Huston y sobrino de los actores Anjelica Huston y Danny Huston. 
Trabajó en la serie de HBO, Boardwalk Empire, interpretando a Richard Harrow, un veterano de la Primera Guerra Mundial. En diciembre de 2010, después de aparecer en cinco episodios de la primera temporada, se anunció que Huston pasaría a ser miembro regular.

## Biografía
Huston nació en Londres, Inglaterra, hijo de la británica Lady Margot Lavinia Cholmondeley y del actor, escritor y asistente de dirección estadounidense Walter Anthony Huston. Su abuelo paterno era el director John Huston y su abuelo materno era Hugh Cholmondeley, VI Marqués de Cholmondeley; a través de su madre desciende de David Sassoon (tesorero de Bagdad), de Mayer Amschel Rothschild (fundador de la dinastía bancaria de la familia Rothschild) y de Robert Walpole (primer Primer ministro del Reino Unido). Huston es sobrino de los actores Anjelica Huston y Danny Huston. Quiso ser actor desde los seis años, tras interpretar al protagonista en una producción escolar de Peter Pan. Más tarde asistió a Hurtwood House, un instituto de teatro.
Tuvo una relación con la presentadora de televisión inglesa Cat Deeley y luego, desde 2011 con la modelo estadounidense Shannan Click. Huston y Click tienen dos hijos: Sage Lavinia Huston, nacida el 6 de abril de 2013 y Cypress Night Huston, nacido en enero de 2016.

## Filmografía
- Spartacus (2004)
- Neighborhood Watch (2005)
- Shrooms (2006)
- Factory Girl (2006) - Gerard Malanga
- Shrooms (2007) - Jake
- Miss Austen Regrets (2008)
- The Garden of Eden (2008)
- Outlander (2008)
- Boogie Woogie (2009)
- Salomaybe? (2009)
- Shrink (2009)
- Eastwick (serie, 2009)
- The Twilight Saga: Eclipse (2010) - Royce King II, novio de Rosalie cuando era humana
- Boardwalk Empire (serie, 2010) - Richard Harrow (temporadas 2-4; recurrente en la 1ª temporada)
- Wilde Salome (2010)
- The Hot Potato  (2011)
- Parade's End (2012) - Gerald Drake
- Tren de noche a Lisboa (2013)
- Kill Your Darlings (2013)[6]
- American Hustle (La gran estafa americana (2013) - Pete Musane
- Posthumous (película) (2014) - Liam Price
- The Longest Ride (2015) - Young Ira
- Orgullo, prejuicio y zombie (2016) -  Sr. Wickham
- Ben-Hur (remake) (2016)
- El Cuervo (remake) (2016)
- Hail, Caesar! (2016)
- Their Finest (2016)
- El irlandés (2019)[7]
- La casa Gucci (2021)
- Savage Salvation (2022)
- Mayfair Witches (2023)